# سبارانيسي
سبارانيسي، (بالإنجليزية: Sparanise)‏، هي (بلدية) في مقاطعة كازيرتا، في منطقة كامبانيا الإيطالية، وتقع على بعد حوالي 40 كم (25 ميل) شمال غرب نابولي، وحوالي 25 كم (16 ميل) شمال غرب كازيرتا. مجتمعاتها المحيطة هي قرى: فرانكوليزي، وكارفي ريسورتا، وبيغناتورو ماجوري.

## السكان
في سنة 1861 بلغ عدد السكان 2٬976 نسمة، وتطور العدد ليصل في سنة 2011 لـ 7٬509 نسمة.
يظهر هذا المخطط البياني تطور النمو السكاني لـ سبارانيسي